# Karol Marciak
Karol Franciszek Marciak (ur. 31 maja 1910 we Lwowie,  zm. 13–14 kwietnia 1940 w Katyniu) – polski nauczyciel, podporucznik piechoty rezerwy, Wojska Polskiego, ofiara zbrodni katyńskiej.

## Życiorys
Syn Antoniego i Eleonory z Dulskich. Absolwent seminarium nauczycielskiego (1931) i dywizyjnego kursu podchorążych rezerwy piechoty, przydzielony do 6 pułku strzelców podhalańskich. Był nauczycielem w szkole we wsi Rasławka w gminie Paczajów w województwie wołyńskim. Podporucznik mianowany ze starszeństwem 1 stycznia 1936. Od 1937 w 43 pułku piechoty Strzelców Kresowych.
W czasie kampanii wrześniowej, po agresji ZSRR na Polskę, w nieznanych okolicznościach wzięty do niewoli sowieckiej. W kwietniu 1940 przebywał w obozie jenieckim w Kozielsku. Między 11 a 12 kwietnia 1940 przekazany do dyspozycji naczelnika Zarządu NKWD Obwodu Smoleńskiego – lista wywózkowa 025/1 z 9 kwietnia 1940, poz. 60. Został zamordowany między 13 a 14 kwietnia 1940 w lesie katyńskim przez funkcjonariuszy Obwodowego Zarządu NKWD w Smoleńsku oraz pracowników NKWD przybyłych z Moskwy na mocy decyzji Biura Politycznego KC WKP(b) z 5 marca 1940. Ofiary tej zbrodni grzebano w bezimiennych mogiłach zbiorowych, gdzie od 28 lipca 2000 mieści się oficjalnie Polski Cmentarz Wojenny w Katyniu. W miejscu tym prowadzone były ekshumacje i prace archeologiczne. Zidentyfikowany podczas ekshumacji nadzorowanych przez Niemców w 1943 pod numerem 1583 – dosł. opisany jako Marcjak Karol (raport dzienny z 8 maja 1943). Przy jego szczątkach znaleziono: książkę wojskową, list oraz medalik. Figuruje na liście Komisji Technicznej PCK pod numerem 01583 wskazany jako Marcjak Karol w stopniu porucznika.
Był żonaty.

## Upamiętnienie
Minister obrony narodowej Aleksander Szczygło decyzją Nr 439/MON z 5 października 2007 awansował go pośmiertnie na stopnień kapitana.  Awans został ogłoszony 9 listopada 2007 w Warszawie, w trakcie uroczystości „Katyń Pamiętamy – Uczcijmy Pamięć Bohaterów”.
13 kwietnia 2016, w ramach akcji „Katyń... pamiętamy” / „Katyń... Ocalić od zapomnienia”, w ogrodzie Pałacu Prezydenckiego został zasadzony Dąb Pamięci poświęconego wszystkim Ofiarom Zbrodni Katyńskiej, certyfikat z numerem 1.